# Crossopriza semicaudata
Crossopriza semicaudata là một loài nhện trong họ Pholcidae. Loài này được phát hiện ở Egypte.